# هانك لافي
هانك لافي (بالإنجليزية: Hank Levy)‏ هو ملحن أمريكي، ولد في 27 سبتمبر 1927 في بالتيمور في الولايات المتحدة، وتوفي بنفس المكان في 18 سبتمبر 2001.

## وصلات خارجية
- هانك لافي على موقع ميوزك برينز (الإنجليزية)
- هانك لافي على موقع أول ميوزيك (الإنجليزية)
- هانك لافي على موقع ديسكوغز (الإنجليزية)